# Vieux-Mesnil
Vieux-Mesnil és un municipi francès, situat a la regió dels Alts de França, al departament del Nord. L'any 2006 tenia 546 habitants.

## Demografia
| 1962                                       | 1968 | 1975 | 1982 | 1990 | 1999 |
| ------------------------------------------ | ---- | ---- | ---- | ---- | ---- |
| 382                                        | 402  | 384  | 407  | 437  | 500  |
| Des de 1962: població sense dobles comptes |      |      |      |      |      |

## Administració
| Període | Identitat    | Partit |
| ------- | ------------ | ------ |
| 2008-   | Michel Wasse |        |